# Oligochete
Oligochaeta  este o subclasă de animale din încrengătura Annelida, care este alcătuită din mai multe tipuri de viermi acvatici și tereștri (râme). Mai exact, oligochetele includ râmele terestre, megadrile (dintre care unele specii sunt semi-acvatice sau complet acvatice), și de apă dulce sau/și formele microdrile semi-terestre, inclusiv tubificide, viermi oală, viermi de gheață (Enchytraeidae), viermi negri (Lumbriculidae) și mai multe tipuri de viermi marini intercalați.